# Laura J. Moriarty
Laura J. Moriarty (* 17. Januar 1961) ist eine US-amerikanische Strafrechtlerin und Kriminologin, sie ist emeritierte Professorin der Monmouth University (New Jersey). 2005/06 amtierte sie als Präsidentin der Academy of Criminal Justice Sciences (ACJS).

## Werdegang und Wirken
Moriarty machte 1984 das Bachelor-Examen und 1985 das Master-Examen im Fach Strafjustiz an der Louisiana State University. 1988 wurde sie an der Sam Houston State University in Huntsville (Texas) zur Ph.D. promoviert. Es folgten Stellen als Assistant Professor an der Western Carolina University und an der Virginia Commonwealth University. Dort erhielt sie 1996 eine Stelle als Associate Professor und 2000 als Full Professor. Nach ihrer Emeritierung wechselte sie an die Monmouth University.
Ihre Forschungsinteressen liegen bei der Viktimologie.

## Schriften (Auswahl)
- Controversies in victimology. 2. Auflage, Anderson Pub., Cincinnati 2008, ISBN 978-1-593-45568-2.
- Als Herausgeberin: Criminal justice technology in the 21st century. 2. Auflage, Charles C. Thomas, Springfield 2005, ISBN 039807559X.
- Mit Barbara Peat: Assessing criminal justice/criminology education. A resource handbook for educators and administrators. Carolina Academic Press, Durham 2009, ISBN 978-1-594-60530-7.
- Mit Robert A. Jerin: The victims of crime. Prentice Hall, Pearson 2010, ISBN 978-0-135-02835-3.